# Luigi Mercantini
Luigi Mercantini, né à Ripatransone (province d'Ascoli Piceno, Italie) le 19 septembre 1821 et mort à Palerme (Italie) le 17 novembre 1872, est un poète et écrivain italien.

## Biographie
La renommée de Luigi Mercantini est inextricablement liée au poème patriotique du Risorgimento La spigolatrice di Sapri ainsi qu'à l'Inno di Garibaldi (Hymne de Garibaldi).